# Lost (canción de Maroon 5)
«Lost» es una canción grabada por la banda estadounidense Maroon 5. Fue lanzado el 11 de junio de 2021 a través de 222, Interscope y Polydor Records como el cuarto sencillo de su séptimo álbum de estudio Jordi junto con el álbum. El cantante principal de la banda, Adam Levine, escribió la canción junto con los productores de la canción, los miembros del grupo Monsters & Strangerz, Eskeerdo, Jordan K. Johnson y Stefan Johnson, junto con Jon Bellion, Michael Pollack y Jacob Kasher Hindlin.

## Recepción y crítica
En una crítica negativa de Jordi, Kate Solomon de i describió tanto "Lost" como otra pista del álbum, "Echo", con el cantautor estadounidense Blackbear, como posiblemente "la misma canción", explicando que "está perfectamente diseñada para por favor, multitudes, para que se deslice en su conciencia sin que realmente se dé cuenta, y si se encuentra comprando un automóvil nuevo después de escuchar, entonces su trabajo aquí probablemente esté terminado. Escribiendo para NME, El Hunt informó que Maroon 5 trató de emular la "inquietud" de la cantante y compositora estadounidense Billie Eilish.

## Video musical
El video musical oficial se estrenó junto con el lanzamiento de la canción y el álbum el 11 de junio de 2021. Se ve a los miembros de la banda de Maroon 5 interpretando la canción en una playa. Más tarde se ve al cantante principal Adam Levine nadando bajo el agua con su esposa, la modelo namibia Behati Prinsloo Levine, quien interpreta el papel de una sirena en las imágenes que lo acompañan.

## Posicionamiento en lista
| Lista (2021)                          | Posiciones |
| ------------------------------------- | ---------- |
| Australia (ARIA)                      | 88         |
| Canadá (Canadian Hot 100)             | 69         |
| Croatia (HRT)                         | 98         |
| República Checa (Rádio Top 100)       | 20         |
| Global 200 (Billboard)                | 81         |
| Hungría (Rádiós Top 40)               | 35         |
| Hungría (Single Top 40)               | 23         |
| Irlanda (IRMA)                        | 100        |
| Japan Hot Overseas (Billboard)        | 10         |
| New Zealand Hot Singles (RMNZ)        | 6          |
| Eslovaquia (Rádio Top 100)            | 42         |
| South Korea Download (Gaon)           | 75         |
| Sweden Heatseeker (Sverigetopplistan) | 4          |
| Estados Unidos (Adult Contemporary)   | 25         |
| Estados Unidos (Adult Top 40)         | 16         |
| Estados Unidos (Mainstream Top 40)    | 27         |
| Venezuela Anglo (Record Report)       | 13         |
| Venezuela Pop(Record Report)          | 35         |